# Lapsias ciliatus
Lapsias ciliatus là một loài nhện trong họ Salticidae.
Loài này thuộc chi Lapsias. Lapsias ciliatus được Eugène Simon miêu tả năm 1900.